# سنت-فلیسیته (با-سن-لوران)
سنت-فلیسیته، با-سن-لوران (به فرانسوی: Sainte-Félicité) شهری در منطقه شهری ماتان ناحیه با-سن-لوران در استان کبک کانادا است. در سرشماری سال ۲۰۱۱ این شهر ۱٬۲۴۱ نفر جمعیت داشته‌است و مساحت آن ۸۹٫۷۶ کیلومتر مربع است.